# Takamichi Kobayashi
Takamichi Kobayashi (født 3. januar 1979) er en tidligere japansk fodboldspiller.
Han har spillet for flere forskellige klubber i sin karriere, herunder Albirex Niigata.